# Paringa (Australie-Méridionale)
Pour les articles homonymes, voir Paringa.
Paringa est une ville de la région de Riverland en Australie-Méridionale.
En 2006, la population était de 946 habitants.